# Gold Circle Films
Gold Circle Films este un studio de film american independent de producție și distribuție, care se concentrează în principal pe filme de groază și de dragoste. A fost fondat în 2000 de fostul co-fondator al Gateway Computer, Norman Waitt Jr. Titlurile lansate de Gold Circle includ Vocea morții, Nuntă a la grec, Ceva de împrumut, The Man from Elysian Fields și seria Tonul perfect. Compania originală a fost lansată ca o organizație umbrelă în care Gold Circle ar ajuta să comercializeze și să distribuie lansări muzicale pentru casele de discuri. Waitt launched the film division in May 2000.

## Filme Gold Circle
- Double Whammy (2001)
- The Man from Elysian Fields (2001)
- Strange Hearts (Roads to Riches) (2001)
- Tempted (2001)
- 13 Moons (2002)
- The Badge (2002)
- Dawg (Bad Boy) (2002)
- My Big Fat Greek Wedding (2002)
- Poolhall Junkies (2002)
- Sonny (2002)
- Wishcraft (2002)
- Dysfunktional Family (2003)
- Rolling Kansas (2003)
- Jiminy Glick in Lalawood (2004)
- The Long Weekend (2005)
- The Wedding Date (2005)
- Vocea morții (White Noise, 2005)
- Griffin & Phoenix (2006)
- Târâtoarea (Slither, 2006)
- Because I Said So (2007)
- Whisper (2007)
- Vocea morții 2 (White Noise 2: The Light, 2007)
- Over Her Dead Body (2008)
- My Sassy Girl (2008)
- New in Town (2009)
- Misterele Casei Bântuite (The Haunting in Connecticut, (2009)
- Blood Creek (2009)
- The Fourth Kind (2009)
- The New Daughter (2009)
- In the Land of the Free... (2010)
- Life as We Know It (2010)
- ATM (2012)
- Pitch Perfect (2012)
- Misterele Casei Bântuite 2 (The Haunting in Connecticut 2, 2013)
- The Possession of Michael King (2014)
- Search Party (2014)
- Pitch Perfect 2 (2015)
- My Big Fat Greek Wedding 2 (2016)
- Cruel and Unusual (2017)
- Pitch Perfect 3 (2017)
- I Still See You (2018)
- The Raven (TBA)[4][5]
- We Happy Few (TBA - ecranizare a unui joc video)